# Marpissa sulcosa
Marpissa sulcosa es una especie de araña saltarina del género Marpissa, familia Salticidae. Fue descrita científicamente por Barnes en 1958.
Habita en los Estados Unidos.